# Tropan
Tropan (8-metylo-8-aza-bicyklo[3.2.1]oktan) – azotowy związek heterocykliczny. Zawiera skondensowane pierścienie pirolidyny i piperydyny. Wchodzi w skład alkaloidów tropanowych, takich jak kokaina, skopolamina i atropina. Alkaloidy tropanowe występują w roślinach z rodziny psiankowatych i krasnodrzewowatych.